# Єнералка
Єнералка (чеськ. Jenerálka) — мала історична частина Праги, що знаходиться на окраїні міста у міському районі Прага 6. Також Єнералка є природничою пам'яткою, хоча і не входить до складу природничого заповідника Дівока Шарка.

## Походження назви
Існує чотири теорії походження назви селища. Перша відноситься до так званих «жіночих битв» що мали місце у цьому районі. Єнералка, чеською, значить жінка-генерал. Друга версія пов'язує виникнення назви зі статуєю невідомому генералу, що стояла у селі з часів Наполеонівських воєн до Другої Світової Війни. Третя версія припускає що назва виникла від найменування генерального вікарія (лат. Vicarius Generalis), що володів селом. Проблема цієї версії полягає в тому, що Страгов монастир, що володів цими землями, не мав генерального вікарія, а лише абата. Четверта теорія відносить походження назви від того факту, що у 19 столітті тут довгий час базувалася австрійська армія.

## Розташування
Район Єнералка розташовано у дуже мальовничому місці в Долині Шарка зі східного боку природничого заповідника Дівока Шарка. З північного сходу Єнералка поєднана з районом Небушице, з півдня — Червені Врх, зі сходу — Дейвіце. Головна вулиця — Горомежицька, поєднує Небушице та село Горомежице поблизу Праги з вулицею Європейською (чеськ. Europská), що є головною вулицею міського району Прага 6. Не території розташовано «Малий замок Єнералка», що є архітектурним пам'ятником.

## Історія
Долина Шарка у давні часи була досить небезпечним місцем через свої скелі та ліси, що приховували велику кількість розбійників. Середньовічні архіви приховують багато відомостей про розбійницькі напади у цьому районі. У середні віки ця територія належала Страговому монастирю, що мав тут свої виноградники та тримав трохи селян що їх доглядали. Уся інша місцина навколо була дикою, і розбійники навіть переховувалися і у самих виноградниках.
У середині 17 сторіччя в селищі було побудовано власний водяний млин, що стояв на Шарецькому потоці і був відомий за назвою Дубовий млин. 1688 року вдова млинара Людміла Малкова вийшла заміж за Павла Мислівечека, що 1696 року викупив млин у Страгового монастиря. Від цього часу починається перша у селі незалежна від монастиря підприємницька діяльність. Один з онуків Павла і Людміли, Йозеф Мислівечек переїхав 1763 року до Італії де став доволі відомим композитором.
Оскільки селище було досить маленьким, воно довгий час не мало власної церкви, і мешканці ходили на богослужбу до церкви у Небушице. Але 1715 року абат зі Страгова монастиря заснував тут каплицю св. Яна Непомуцького, яка через три роки була розширена до церкви і стала відділенням церкви св. Роха. Більше ста років ця церква була популярнішою ніж найближчі церкви в Небушице та Стржешовіце. Періодично службу у ній правив архієпископ Праги. Останній зафіксований візит відбувся 27 травня 1918 року, коли празький архієпископ Гуін відвідав селищну ювілейну школу на честь імператора Франца Йосипа, провів богослужбу та особисто приймав іспити у учнів школи.
1960 року Єнералку було включено у склад Праги. З того ж року школа у Єнералці належить міністерству закордонних справ і є міжнародною школою, передусім для дітей дипломатичних представників. У 1960-90 тут навчалися діти дипломатів з НДР, з 1990 діти працівників американського посольства, а з 1997, коли Міжнародна школа Праги (англ. International School of Prague) переїхала до Небушице, діти дипломатів з Арабських країн.

## Єнералка сьогодні
На сьогоднішній день в цьому малому історичному районі розташовано: один вищій навчальний заклад — Міжнародна баптистська теологічна семінарія, Готель Єнералка, кілька ресторанів, найбільші з яких Єнералка та Хрватські Млин, є англомовний і російськомовний дитячі сади. Останнє зумовлено тим, що Єнералка знаходиться близько до району Небушице і селища Горомежіце де проживає велика кількість іноземців, здебільшого працівників посольств, що їх багато розташовано у Празі 6, особливо на Дейвіце. До того ж район розташований достатньо близько до празького аеропорту Рузіне.